# ملائی (نام خانوادگی)
ملائی (منسوب به ملا) یک نام خانوادگی است. افراد شاخص با این نام از این قرارند:
- سعید ملائی، جودوکار ایرانی
- نازنین ملائی، قایقران روئینگ زن اهل ایران